# Microhoria villiersi
Microhoria villiersi é uma espécie de insetos coleópteros polífagos pertencente à família Anthicidae.
A autoridade científica da espécie é Bonadona, tendo sido descrita no ano de 1984.
Trata-se de uma espécie presente no território português.